# Heinrich Will (Maler)
Heinrich Will (* 27. August 1895 in Treis/Lumda; † 19. Februar 1943 im Gestapo-Gefängnis Frankfurt-Preungesheim) war ein deutscher Kunstmaler.
Will wirkte vorwiegend in Gießen bis zu seiner Hinrichtung durch den Volksgerichtshof wegen „Vorbereitung zum Landesverrat“ und Abhörens von „Feindsendern“ (Rundfunkverbrechen).

## Jugend und Studium
Heinrich Will wurde als ältester Sohn eines Landwirts im hessischen Treis (heute Gemeinde Staufenberg) geboren. Nach dem Besuch der Volksschule legte Will das „Einjährige“ (entspricht heute etwa der Mittleren Reife) in Gießen ab. Schon als Jugendlicher war Will ein begabter Zeichner.
1914 wurde er zum Kriegsdienst eingezogen und durch einen Giftgasangriff an der galizischen Ostfront schwer verwundet. Er konnte erst zwei Jahre nach Kriegsende 1920 aus dem Lazarett entlassen werden und kehrte nach Treis zurück. Durch seine bleibende Erkrankung, die ihm schwere körperliche Arbeit unmöglich machte, bestand sein Vater nicht darauf, den Hof zu übernehmen. So konnte Will als Stipendiat an der Städelschule in Frankfurt am Main im selben Jahr sein Kunststudium aufnehmen. Er war zunächst in der Klasse von Emil Gies (figürliche Malerei) und besuchte ab 1925 die Kunstakademie Düsseldorf. Er wurde 1926 in die Meisterklasse für figürliche Malerei bei Josef Jungwirth an der Wiener Akademie aufgenommen und beendete sein Studium 1927.
Mehrere Monate führte ihn eine Studienreise nach Italien, nach der er sich schließlich in seiner oberhessischen Heimat in Gießen niederließ. 1930 heiratete er Elisabeth (Liesl) Henriette Klein, Tochter eines jüdischen Industriellen aus Wien, die er bereits während seiner Zeit an der Wiener Akademie kennengelernt hatte.

## Als Maler in Gießen
Will richtete sein Atelier in Gießen ein und schuf vorwiegend Landschaftsgemälde der oberhessischen Umgebung und Auftrag-Porträts. Er konnte durch kleinere Auftragsarbeiten und dank der finanziellen Unterstützung durch seinen Schwiegervater einigermaßen den Lebensunterhalt sichern.
Er war, wie breite Schichten des Bürgertums, durch seine Erlebnisse im Ersten Weltkrieg und seine konservative Erziehung nie in der demokratischen Ordnung der Weimarer Republik heimisch geworden, vielmehr von deutsch-nationaler Gesinnung, trat 1933 dem Kampfbund für deutsche Kultur bei und wurde im selben Jahr zum Bezirksleiter Oberhessen des „Reichskartells der bildenden Künste“ ernannt.
1936 wurde er aus seinen Ämtern entlassen und aus der Reichskulturkammer ausgeschlossen, da er aufgrund der „Nürnberger Rassengesetze“ durch seine Ehe mit Liesl als „jüdisch versippt“ galt und eine Scheidung ablehnte. Er durfte auch seine Bilder in öffentlichen Ausstellungen nicht mehr zeigen, da dies nur Mitgliedern der Reichskulturkammer gestattet war; dies führte in den folgenden Jahren zum Verlust der finanziellen Lebensgrundlage. Zunehmend zog sich das Ehepaar Will aus der Öffentlichkeit zurück, da ab 1938 die Repressionen gegen Liesl Will immer stärker wurden.

## Kaufmann-Will-Kreis
Ab dem Frühjahr 1941 nahmen Will und seine Frau an den sog. „Freitagskränzchen“, einer losen Diskussionsrunde um den Theologen und Orientalisten Alfred Kaufmann, in dessen Wohnung teil. Neben mehreren Frauen aus dem Gießener Bürgertum und einer Studentin gehörten der später als Kaufmann-Will-Kreis bekanntgewordenen Zusammenkunft auch der Pfarrer Ernst Steiner und dessen Frau an. Die Bezeichnung „Freitagskränzchen“ leitete sich vom sog. „Mittwochskränzchen“ auf dem Gießener Wingolfshaus ab, da Pfr. Steiner und Kaufmann beide Mitglieder des Gießener Wingolf waren.
Während dieser wenig organisiert erscheinenden Freitagskränzchen bei Kaufmann wurden regelmäßig „Feindsender“ gehört, über das Gehörte diskutiert und das NS-Regime heftig kritisiert. Die Mitglieder der Gruppe kamen auch überein, die Kleidersammlungen für das NS-Winterhilfswerk zu boykottieren.

## Verhaftung und Hinrichtung
Durch die Einschleusung einer Gestapo-Agentin, der Schwedin Dagmar Imgart (Ehefrau des nach Gießen übersiedelten Bundesarchivars des Wingolf), die Kaufmann gedrängt hatte, sie zu den Treffen einzuladen, bei denen sie als „Agent Provocateur“ mit besonders kritischen Äußerungen hervortrat, wurde die Gestapo regelmäßig über Inhalte und Namen der Teilnehmer unterrichtet.
Am Abend des 6. Februar 1942 wurden Heinrich Will, seine Frau Elisabeth, Alfred Kaufmann und vier weitere Teilnehmer in der Wohnung von Kaufmann verhaftet. Am nächsten Morgen wurden weitere Mitglieder des Kaufmann-Will-Kreises, darunter Pfr. Ernst Steiner und seine Frau Helene, von der Gestapo festgenommen. Es folgten Verhöre und Abtransport in das Haftgefängnis nach Darmstadt. Pfarrer Ernst Steiner wurde noch während der Gestapo-Haft ermordet, die anderen erwartete am 20./21. Juli 1942 ein Schauprozess vor dem extra nach Darmstadt angereisten 2. Senat des Volksgerichtshofs. Kaufmann und Will wurden zum Tode, weitere Frauen aus dem Kreis (darunter auch Elisabeth Will) zu mehrjährigen Zuchthausstrafen verurteilt.
Dieser Prozess mit seiner erstmaligen  Anwendung der Höchststrafe gem. der Verordnung über außerordentliche Rundfunkmaßnahmen vom 1. September 1939 wurde propagandistisch weit bekanntgemacht. Manchen Historikern (Jörg Friedrich, „Der Brand“) gilt dieser Schauprozess als Wendepunkt in der Verschärfung des NS-Terrors nach innen.
Trotz mehrfacher Gnadengesuche wurde Heinrich Will am Abend des 19. Februar zusammen mit tschechischen Partisanen in der  Strafanstalt Frankfurt-Preungesheim durch das Fallbeil hingerichtet. Am folgenden Tag wurde die Hinrichtung in ganz Gießen vom Volksgerichtshof plakatiert; am 21. Februar wurden aus Anlass der Hinrichtung Wills Betriebsfeiern, Schulfeiern und ein freier Schultag verfügt.
Elisabeth Will wurde am 7. Dezember 1942 aus dem Frauen-Zuchthaus Ziegenhain „nach Auschwitz entlassen“ (Zitat, Brief des Zuchthaus-Vorstandes) und dort ermordet.

## Postumes

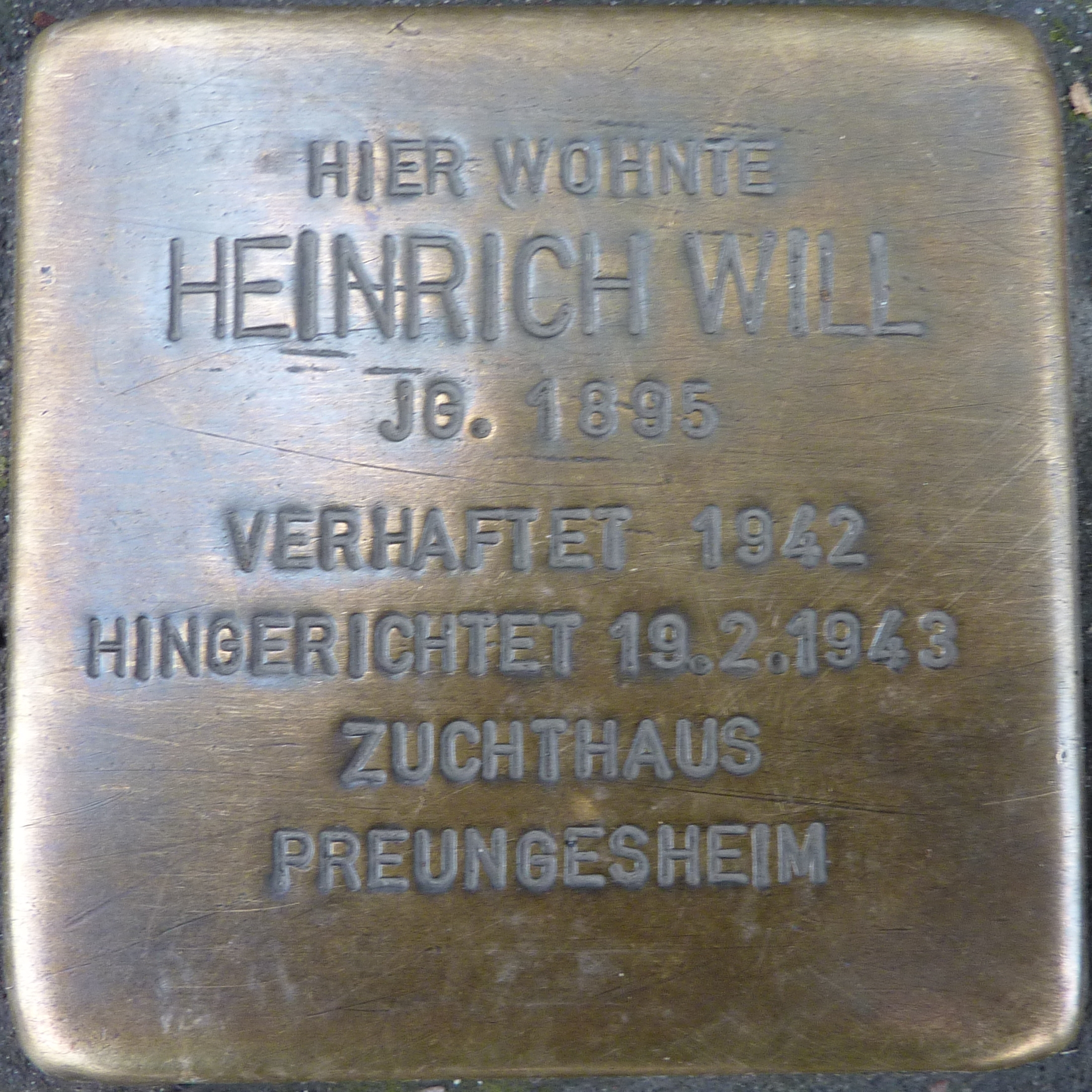
Stolperstein von Heinrich Will an seinem letzten selbstgewählten Wohnort in der Friedrichstraße 8 in Gießen

- Alfred Kaufmann wurde von den Amerikanern 1945 aus dem Zuchthaus Butzbach befreit und starb 1946 an den Folgen der Haft.
- Am 21. Januar 1946 fand eine Gedenkveranstaltung der Universität und Stadt Gießen für das Ehepaar Heinrich und Elisabeth Will statt.
- Die Gestapo-Agentin Dagmar Imgart wurde (auch wegen weiterer Delikte als Gestapo-Agentin) durch mehrere Instanzen von Spruchkammern und Gerichten in letzter Instanz zu 1 Jahr und 3 Monaten Gefängnis (abzüglich 8 Monate Untersuchungshaft) verurteilt und trat 1957 eine sechsmonatige Haft an. Sie starb 1980 in Seeheim-Jugenheim.[1]
- 1973 fand eine Gedenkausstellung für Heinrich Will im Gießener Bürgerhaus statt
- 1983 benannte die Universitätsstadt Gießen eine Straße nach Heinrich Will, ebenso seine Geburtsstadt Treis
- Am 12. Februar 2009 wurden für Elisabeth und Heinrich Will vor dem Haus Friedrichstraße 8 in Gießen Stolpersteine durch den Kölner Künstler Gunter Demnig verlegt.
- Die Richter und Staatsanwälte des Schauprozesses gegen den Kaufmann-Will-Kreis nahmen nach dem Krieg ihre juristische Tätigkeit wieder auf oder bekamen die Pensionsansprüche für ihre Tätigkeit ab 1930 zugesprochen.